# Cesare Martuzzi
Domenico Giulio Cesare Martuzzi (Alfonsine, 4 gennaio 1885 – Forlì, 4 agosto 1960) è stato un compositore e direttore di coro italiano.
È ricordato come l'ideatore, assieme all'amico Aldo Spallicci, delle «Cante romagnole». Ideò inoltre un nuovo metodo di notazione musicale, detto Musicotipia, adatto a semplificare l'approccio alla musica, oggi alla base di vari metodi didattici.

## Biografia

### Gli anni giovanili
Il padre, Serafino, era domestico presso la famiglia dei conti Paulucci a Ravenna; la madre si chiamava Agnese Contessi. Cesare fu avviato alla carriera ecclesiastica e studiò nel Seminario di Forlì. 
Sentendosi non portato per la vita ecclesiastica, nel 1904 abbandonò l'abito talare, pur mantenendo intatta la fede religiosa. In Seminario Martuzzi ricevette una solida istruzione classica, che costituì nella vita adulta la sua ossatura di umanista e intellettuale.

I genitori, pur contrari all'abbandono degli studi religiosi, ne assecondarono le inclinazioni. Lo iscrissero al Liceo musicale di Bologna. Martuzzi studiò Strumentazione per banda con il maestro bolognese Filippo Codivilla e canto corale con il maestro forlivese Archimede Montanelli.
Nel 1909 conseguì il diploma in strumentazione per banda. Già tre anni prima aveva cominciato una carriera molto promettente come direttore di coro nelle opere liriche. Dal settembre 1906 alla fine del 1914 fu impegnato in non meno di 43 opere nei teatri della Romagna, ricevendo numerose attestazioni di stima da illustri direttori d'orchestra.

### Gli anni dei Canterini romagnoli (1910-1932)

Programma del concerto tenuto dai Canterini Romagnoli il 26 ottobre 1930 a Russi.

La sua città d'adozione divenne Forlì. Qui conobbe il poeta Aldo Spallicci (1886-1973), che gli espose la sua idea di reinventare i canti popolari tradizionali. Dapprima riluttante (Martuzzi non voleva essere classificato come "folclorista"), accettò in seguito di musicare alcune sue poesie in lingua romagnola. La collaborazione, nata alla fine del primo decennio del secolo, si protrasse ininterrottamente fino al 1945 circa. Nel 1910 Martuzzi compose le musiche delle prime due Cante romagnole con testo d'autore che si conoscano: La majè ("La maggiolata") e A gramadora (“A gramolatrice”) entrambe su testo di Spallicci, per coro maschile. La majè fu eseguita per la prima volta a Bertinoro (paese natale di Spallicci) dal Coro "G. Verdi" di Forlì e pubblicata due anni dopo sul «Plaustro», la rivista di cultura popolare romagnola di Spallicci. Nel 1913 il musicista e il poeta crearono il primo coro dedicato esclusivamente all'esecuzione di cante romagnole, la Sucieté di Cantarèn, oggi nota come "Canterini Romagnoli".
Secondo la concezione della musica di Martuzzi, «Libero da ogni formula, da ogni convenzione, il cantante improvvisa sovente parole e melodia seguendo un concetto personale e un gusto proprio (…) per cui la facoltà creativa del cantore conserva quasi totalmente la sua importanza, nonostante la guida dei canti tradizionali». Erano assenti le fioriture (come ad esempio nel canto lirico); inoltre non era previsto l'accompagnamento di strumenti musicali. Nella poetica di Martuzzi, quindi, la canorità romagnola si caratterizzava per sobrietà ed essenzialità. Il compositore, tenendo fede al principio per cui la musica si "forma" nel momento in cui viene eseguita ed ogni esecuzione è irripetibile, si riservò di pubblicare gli spartiti delle sue opere.
Martuzzi iniziò la professione di direttore di coro in varie città italiane, grazie anche al sostegno e all'amicizia di Pietro Mascagni, che l'aveva notato nei teatri d'opera. Seguì lo stesso Mascagni in una tournée in America, ma nel 1916 fu chiamato alle armi e dovette ritornare in Italia. In ottobre, trentunenne, fu arruolato. Un anno dopo (1917) ottenne una licenza di convalescenza di tre mesi, che poi si prolungarono fino al congedo definitivo. Martuzzi tornò quindi a dedicarsi alla musica a tempo pieno.
Dopo la guerra avviò una feconda collaborazione con il musicista futurista lughese Francesco Balilla Pratella. Nel 1920 i due fondarono la Camerata dei Canterini Romagnoli a Lugo, la seconda in Romagna dopo quella fondata dallo stesso Martuzzi prima della Grande guerra. Il gruppo è attivo ancora oggi. Negli anni successivi i rapporti con Balilla Pratella si guastarono. In effetti, le Camerate di Lugo, di Massa Lombarda, di Longiano, fondate dal Pratella, facevano concorrenza al gruppo di Forlì fondato da Martuzzi, che protestò vigorosamente col Pratella. I due musicisti si allontanarono anche perché scoprirono di avere due concezioni antitetiche della musica popolare rispetto alla libertà creativa dell'autore: per Balilla Pratella l'autore poteva 
cedere interamente i diritti delle sue opere alle case discografiche, le quali potevano quindi creare nuove versioni e nuovi arrangiamenti, anche con il supporto di un'orchestrina. Martuzzi si oppose sempre a questa visione; infatti cedette la proprietà dei suoi spartiti (alla Casa Ricordi) solamente nell'ultimo anno della sua vita, quando era già gravemente malato.
Nel 1926 Martuzzi inserì nella corale le prime presenze femminili; tutte le cante precedentemente composte per sole voci maschili furono ritrascritte per coro misto. Nello stesso anno il podestà di Forlì impose al gruppo di cambiare ragione sociale e di assumere il nome di Camerata, come gli altri gruppi esistenti all'epoca in Romagna. Nel 1927 Martuzzi ottenne l'iscrizione alla Società italiana degli autori ed editori (SIAE); nello stesso anno entrò come docente al Liceo musicale "Angelo Masini" di Forlì». 
Nel 1930 la Camerata di Martuzzi toccò l'apice della sua effimera popolarità quando fu chiamata a Roma ad esibirsi in occasione delle nozze di Edda Mussolini con Galeazzo Ciano. Di lì a due anni dopo il regime restrinse sempre di più gli spazi entro cui potevano esibirsi le compagini che esprimevano i valori delle culture regionali. L'ultima esibizione del coro si ebbe il 28 ottobre 1932. Successivamente Martuzzi dovette sciogliere la Camerata perché non c'erano più i mezzi per continuare l'attività.

### Dopo il 1932
Dal 1932 al 1945 Martuzzi svolse la professione di insegnante al Liceo musicale "Masini" e si dedicò completamente all'attività didattica. Per un breve periodo durante la Seconda guerra mondiale, Martuzzi fu anche dirigente scolastico dell'istituto. In quegli anni portò a termine una sua invenzione nell'ambito della didattica musicale: un sistema di notazione musicale più semplice di quello universalmente usato, detto "musicotipia" (un esempio), di cui ottenne il brevetto. Il musicista descrisse la nuova notazione in modo sistematico nell'opera Grammatica musicale.
Nel 1945 si dimise dal Liceo musicale per contrasti insorti con il Consiglio di amministrazione in merito all'opportunità di inserire la pratica della musicopitia. Fondò allora una sua «Scuola sperimentale di polifonia», che assunse in seguito il nome di «Polifonica forlivese “Canterini Romagnoli”». Conosciuta come "La Forlivese", fu attiva fino al 1956.
In quegli anni Martuzzi scoprì di avere un carcinoma ai polmoni.
Morì a Forlì il 4 agosto 1960.

## Vita privata
Nel 1915 contrasse matrimonio, ma l'unione durò solo pochi anni. Successivamente si accompagnò con Ida Saporetti; i due rimasero legati fino alla morte.

## Incisioni
- La majè (la maggiolata);
- La vosta rosa;
- E' mi paés;
- Dmenga a Cesena;
- A trebb;
- Da Ravaldèn;
- A gramadora.

Cesare Martuzzi fu acclamato compositore di cante popolari. La sua opera musicale riguarda composizioni per sole voci, distinte in poemetti, liriche, schizzi musicali e ballate. I testi delle composizioni furono opera dell'amico poeta Aldo Spallicci. Due case discografiche, "La voce del padrone" e la "Columbia" incisero su disco diverse sue esecuzioni:
Incisioni per la Columbia
Milano, 23 e 27 aprile 1927

- Disco n. 1: Rumagnöla - La Fasuleda (musiche di F. B. Pratella)
- Disco n. 2: La majé - A gramadora
- Disco n. 3: A trebb - La castena bianca (Guerra-Pratella)
- Disco n. 4: La vosta rosa - Nina-nana (tradizionale-Pratella)
- Disco n. 5: Premavera (Zavoli-Pratella) - E' triscon (tradizionale-Pratella)

Versi di Spallicci e musiche di Martuzzi tranne dove indicato.
Incisioni per la Voce del Padrone
Milano, 24 e 25 novembre 1928.

- Disco n. 1: Rumagnöla - A viol
- Disco n. 2: Pr' e' chêld - A trebb
- Disco n. 3: Cun la prëma stela - L'aibêda (A. Monti)
- Disco n. 4: La vosta rosa - Mariulin, bël Mariulin (tradizionale)
- Disco n. 5: A gramadora - L'anello (tradizionale)

Versi di Spallicci (tranne L'aibêda e le due cante tradizionali) e musiche di Martuzzi.

I dischi furono messi in vendita nel 1929 al prezzo di 20 lire, tranne il Disco n. 5 che ne costava 28.
Martuzzi pubblicò a stampa 29 delle sue cante. Nel 1968 l'editore Galletti le raccolse nel volume:
- D.G.C. Martuzzi, Canterini Romagnoli. Opera musicale ciclica per concerto di tutte le voci, Ed. Galletti, 1968.

## Dissero di lui
Celebre il giudizio di Spallicci su Cesare Martuzzi: "Attraverso il suo temperamento di musicista lirico, i ritmi della classica canzone di popolo sono passati come brividi in un'arpa e ne è venuta la "canta nuova", la canta che parve in sulle prime raccolta dalla viva voce popolare, tanto ne era fedele il senso e la linea, la canta che, appena levata, spiega il cielo e l'anima di Romagna".
Francesco Balilla Pratella dichiarò inoltre che "Martuzzi è stato il primo a ideare e comporre musiche di gusto popolare su poesia dialettale romagnola, riuscendo così a creare un tipo di canzone in coro, che per la sua semplicità, schiettezza, vitalità e fascino si può proclamare come... modello del genere".

## Eredità culturale
Alla tradizione martuzziana si richiama esplicitamente l'attuale "Coro Città di Forlì", fondato nel 1977.